# Charles Loos
Pour les articles homonymes, voir Loos.
Charles Loos (né le 29 juillet 1951 à Bruxelles) est un compositeur et musicien de jazz belge.

## Biographie
Charles Loos naît à Bruxelles le 29 juillet 1951. En 1958, il commence l'apprentissage du piano classique auprès d'un professeur privé, avec lequel il poursuit sa formation durant trois années. Durant son adolescence, il s’intéresse à de nombreux genres musicaux, de la musique "savante" jusqu'aux sonorités du rock (The Beatles) et de la bossa nova, en passant évidemment par le jazz. Ce dernier va avoir une grande influence sur le jeune musicien qui décide, en 1972, de parfaire sa formation musicale en s'inscrivant dans la prestigieuse Berklee College of Music de Boston. Il y suit notamment des cours de composition et d'orchestration.

### Groupes
En 1973, Charles Loos rejoint Classroom, une formation de rock hautement influencée par le jazz, menée par Daniel "Schell" Schellekens. En 1974, ce dernier décide de renommer son groupe en Cos, alors que sa musique se rapproche des esthétiques progressives de Can, King Crimson, Magma ainsi que Zao.
Charles Loos effectue deux séjours au sein de Cos. Le premier s'allonge de 1973 à 1975, durant lequel il prend part à l'enregistrement de Postaeolian Train Robbery et aux tournées européennes liées à la sortie de cet album. Grâce à son expérience acquise aux États-Unis, il sert non seulement de pianiste, mais également de directeur artistique. Il séjourne à nouveau au sein du groupe de 1977 à 1979. Durant cette période, il participe entre autres aux enregistrements de Babel et Swiß Chalet, albums qui sortent respectivement en 1977 et 1979.
En 1976, Charles Loos cofonde Abraxis avec plusieurs musiciens ayant acquis des réputations non négligeables en Belgique : Dirk Bogaert (flûtiste) et Jacky Mauer (batteur) sont actifs depuis la fin des années 1960 en fondant notamment Waterloo (1969 - 1972) et Pazop (1972 - 1974) ; Jean-Paul Musette (bassiste) est connu pour avoir participé aux aventures de Waterloo et Cos ; Paul Elias (guitariste) est le seul musicien qui ne semble pas avoir un passé lié à quelque groupe belge populaire. Abraxis sort un unique album dans le courant de l'année 1977.
En 1977, Charles Loos participe aux enregistrements de l'album éponyme de Nuit Câline à la Villa Mon Rêve, aux côtés de Eric Chale (chanteur, guitariste), Ilona Chale (chanteuse), Pierre Coulon (flûtiste), Alex Furnelle (bassiste), Jeannot Gillis (trompettiste, violoniste), Jean-Paul Laurent (flûtiste), Michel Moers (guitariste), Pierre Narcisse (batteur, percussionniste), Denis Van Hecke (violoncelliste) et Christophe Vinck (chanteur).
Dans le courant des années 1980, Charles Loos collabore avec Julverne. Cette formation, née en 1975 derrière Pierre Coulon (flûtiste), mélange une multitude d'influences musicales (folk, rock, musique "savante", jazz...) dans un ensemble rassemblant instruments à cordes, bois, cuivres et percussions, le tout teinté de l'éternel humour belge,. Charles Loos participe aux enregistrements de A Neuf (1980) et Ne Parlons Pas De Mahleur (1986).

### Solo et collaborations
Outre sa participation à plusieurs groupes, Charles Loos jouit également d'une longue carrière solo pavée de moult collaborations avec quelques-uns des grands musiciens de jazz belges (Philip Catherine, Jean-Pierre Catoul, Michel Herr, Steve Houben, Bert Joris, Jacques Pelzer, Jean-Louis Rassinfosse, Richard Rousselet, Toots Thielemans…) et internationaux (Chet Baker, Greg Badolato, Bill Coleman, Riccardo Del Fra, Johnny Griffin, Serge Lazarevitch, Ali Ryerson…). Le pianiste accompagne également plusieurs chanteurs, tels que André Bialek, Paul Louka et Claude Semal.
Le style intimiste aux influences des plus éclectiques de Charles Loos se démarque dès la sortie de son premier album, Egotriste, en 1978.
Parmi ses nombreuses créations, nous pouvons notamment parler de l'album Sava, fruit du quintet Sava fondé au début des années 1980 avec Serge Lazarevitch (guitariste). Cette formation acquiert une importante réputation tant en Belgique qu'à l'internationale, grâce à son esthétique qui se rapproche du label ECM. Plusieurs musiciens sont invités en son sein, dont Greg Badolato (saxophoniste), Riccardo Del Fra (bassiste), Eric Ineke (batteur), Jean-Louis Rassinfosse (contrebassiste), John Ruocco (saxophoniste) et Félix Simtaine (batteur). Sava est également le premier album à sortir sur la label LDH, lancé par les Lundis d'Hortense.
Charles Loos collabore fréquemment avec Steve Houben (flûtiste, saxophoniste), avec qui il sort Comptines en 1983. De plus, ce duo s'adjoint les services de la chanteuse Maurane dans le groupe H.L.M.. Ce trio connaît un succès en Belgique et sort un album éponyme en 1986.
A plusieurs reprises, le pianiste a rassemblé plusieurs musiciens talentueux pour ses projets. Par exemple, Compositeurs Belges (1985) tente de mettre en avant des compositions de musiciens belges. C'est ainsi qu'il enregistre, avec Greg Badolato, Philip Catherine, Jan De Haas, Riccardo Del Fra, Bert Joris, Serge Lazarevitch, Paolo Radoni, Jean-Louis Rassinfosse et Felix Simtaine, les compositions de Jean-Marie Rens, Arnould Massart, Jean-Luc Manderlier, Pirly Zutrassen, Guy Raiff et Pierre Van Dormael. L'album 8 Pianists And A Piano (1995) rassemble quant à lui les pianistes Eric Legnini, Nathalie Loriers, Arnould Massart, Ivan Paduart, Ron Van Rossum, Erik Vermeulen, Fred Wilbaux et Diederik Wissels. Ces derniers s’approprient et interprètent à leur manière quelques-unes des compositions de Charles Loos.

### Activités complémentaires
Outre ses activités de musicien et de compositeur, Charles Loos s'investit dans la pédagogie. C'est ainsi qu'il devient instructeur au Séminaire de Jazz du Conservatoire de Liège (fondé sous l'impulsion de Henri Pousseur et Steve Houben dans le courant des années 1970), ainsi que dans divers stages, au Jazz Workshop d'Aix-la-Chapelle ou encore au sein des Jeunesses Musicales.
Charles Loos fait également partie des musiciens ayant fondé, en 1976, les Lundis d'Hortense. L'objectif de cette association est la promotion de la scène jazz belge et de ses musiciens. Il y participe notamment en tant qu'instructeur mais il en devient également le président de 1993 à 1997.
En 1997, Charles Loos reçoit un Django d’or, prix qu’il relativise quelque peu :
« Les distinctions sont après tous des instantanés soumis à toute une série de facteurs qui contribuent, dans la plupart des cas, à les recevoir de manière injustifiée. Pendant un moment, j’ai envisagé de refuser ce Django d’Or, mais alors, j’aurais déçu ma mère, et je ne voulais pas lui faire ça. »

## Concerts de prestige
- Maison de Radio France (Paris, 1983)
- Palais des Beaux-Arts (Bruxelles, en 1985, 1992 et 1996)
- Cirque Royal (Bruxelles, 1993)
- Théâtre Sorano (Dakar, 1989)
- Salle Pleyel (Paris, 1997)

## Clubs
- Bimhuis, Amsterdam
- Monterey Bay Club, Californie
- Petit Opportun, Paris
- La Boîte, Barcelone
- West-End Café, New-York ¨
- Carriage Barn, Connecticut
- Jazzé, Québec
- Quartier Latin, Berlin
- Café Central, Madrid
- Hot Club, Lisbonne
- Pol's Jazz Club, Bruxelles
- Café Théâtre, Dakar

## Discographie
- 1974 : Postaeolian Train Robbery, album de Cos
- 1976 : Cocktail For Two
- 1977 : Abraxis, album d'Abraxis
- 1977 : Nuit Câline à la Villa Mon Rêve, album de Nuit Câline à la Villa Mon Rêve
- 1978 : Back To My Lady, single de Perhaps Next Tide (avec Jean-Paul Charlier, Michel Dillien et Pierre Van Dormael)
- 1978 : Babel, album de Cos
- 1979 : Swiß Chalet, album de Cos
- 1980 : A Neuf, album de Julverne
- 1980 : Real Life, album de Christine Schaller
- 1981 : Je Voudrais Tant - Volume 2, album de Mamemo
- 1981 : Sava, album de Sava (avec Greg Badolato, Serge Lazarevitch, Jean-Louis Rassinfosse et Félix Simtaine)
- 1982 : Tout Seul
- 1982 : Les Convoyeurs Attendent, album de Claude Semal
- 1983 : Early Spring, album du Etienne Verschueren Quartet (avec Freddy Rottier, Roger Vanhaverbeke (nl) et Etienne Verschueren (nl))
- 1983 : Secret Laughs, album du Charles Loos Trio (avec Riccardo Del Fra et Félix Simtaine)
- 1983 : Claudine Dailly, album de Claudine Dailly
- 1983 : Hotel Love, album de Paolo Radoni
- 1983 : Comptines, avec Steve Houben
- 1984 : Claude Semal et Charles Loos, avec Claude Semal
- 1985 : Compositeurs Belges
- 1986 : Sound Compound, album du Gijs Hendriks-Beaver Harris Quartet (avec Beaver Harris (en), Gijs Hendriks (nl) et Bert Van Erk)
- 1986 : Ne Parlons Pas De Mahleur, album de Julverne
- 1986 : HLM, album de HLM (avec Steve Houben et Maurane)
- 1987 : Les Eaux Des Fontaines, album de Patrick Dewez
- 1988 : Charles Loos & Ali Ryerson, avec Ali Ryerson (en)
- 1988 : En Public Au Travers, album du Charles Loos Trio (avec Philippe Aerts et Félix Simtaine)
- 1988 : Harmonie Du Soir, avec Arnould Massart
- 1991 : Vagabondages, avec Steve Houben et Ali Ryerson (en)
- 1992 : On Line, album du Guy Raiff Trio (avec Art Farmer et Guy Raiff)
- 1993 : A Nos Amours, album de Claude Semal
- 1994 : Paul Dubois & The Sweet Substitutes : A New Old-Time Band, album de Paul Dubois & The Sweet Substitutes
- 1995 : 8 Pianists And A Piano
- 1996 : Unknown Mallow, avec André Donni
- 1997 : Chou'our Moutabadila, avec André Donni et Les Aissawas de Rabat
- 2001 : O Sonho E O Sorriso, avec Weber Iago
- 2003 : Schubert In Jazz, avec Steve Houben
- 2004 : Dans Mon Salon, album de Béraud And The Birds
- 2005 : Un Ange Passe, album de HLM
- 2007 : Acoustic Camera, album de Karl Off (avec Dirk Descheemaeker, Jan Kuijken, Karl Off, Jean-Louis Rassinfosse, Félix Simtaine et Georges Alexander Van Dam)
- 2007 : Au Fil Du Temps, avec Steven Houben et le Quatuor Thaïs.
- 2008 : Summer Residence, avec Bernard Guyot
- 2008 : Clazzics (Summer Residence), avec Bernard Guyot
- 2009 : Walking The Soul Map, album du Stéphane Mercier 4tet (avec Bas Cooijmans, Stéphane Mercier et Marek Patrman)
- 2012 : Both Faces, album de Pat Kilbride
- 2013 : Rough, album de Marie-Laure Béraud
- 2015 : Le Jeune Homme Et La Vie, avec José Bedeur
- 2018 : Avant Un Rêve, avec Jean-François Prins et Sébastien Walnier